# 珠藏镇 (瓮安县)
珠藏镇，是中华人民共和国贵州省黔南布依族苗族自治州瓮安县下辖的一个乡镇级行政单位。
2013年6月24日，贵州省人民政府批复同意瓮安县部分乡镇行政区划调整，以原珠藏镇、牛场坝乡、高水乡和木引槽乡新兴村地域为新设置的珠藏镇行政区域，镇人民政府驻珠藏村。

## 行政区划
珠藏镇下辖以下地区：
珠藏社区、珠藏村、荣院村、羊关村、鹤停村、桐梓坡村、市湾村、清香村、高寨坪村、丰岩村、高龙村、新兴村、新华村、羊鹿村和牛场坝乡。